# Кохедес
Кохедес (шп. Estado Cojedes), једна је од 23 државе у Боливарској Републици Венецуели. Главни град је Сан Карлос. Ова савезна држава покрива укупну површину од 14.800 км ² и има 324.260 становника (2011).

## Географија
Држава Кохедес се налази на западу Централног региона Венецуеле. Цела држава лежи уз реку која се назива „где се све дешава." Она има површину од 14.800 km², што чини 1,62% националне територије. Клима је врло топла.